# Pachnobia rigida
Pachnobia rigida là một loài bướm đêm trong họ Noctuidae.